# Sisarahili Gamo
Sisarahili Gamo is een bestuurslaag in het regentschap Gunungsitoli van de provincie Noord-Sumatra, Indonesië. Sisarahili Gamo telt 1331 inwoners (volkstelling 2010).